# ماندي غونزاليس
ماندي غونزاليس (بالإنجليزية: Mandy Gonzalez)‏ هي ممثلة أمريكية، ولدت في 1978 في سانتا كلاريتا فالي في الولايات المتحدة.

## وصلات خارجية
- ماندي غونزاليس على موقع IMDb (الإنجليزية)
- ماندي غونزاليس على موقع قاعدة بيانات الفيلم (الإنجليزية)